# 존스톤사냥개박쥐
존스톤사냥개박쥐(Otomops johnstonei)는 큰귀박쥐과에 속하는 박쥐의 일종이다. 인도네시아의 토착종이다.

## 특징
보통 크기의 박쥐로 몸통 길이가 79.4mm이고 전완장이 60mm, 꼬리 길이가 43.7mm이다. 발 길이는 11.9mm, 귀 길이는 31.1mm이고 몸무게는 최대 19.5g이다. 털이 상당히 길다. 등 쪽 털은 짙은 갈색이지만 배 쪽은 좀더 연한 색을 띤다.

## 생태
나무 구멍 속에서 생활하는 것으로 추정된다. 먹이는 곤충이다.

## 분포 및 서식지
인도네시아 소순다 열도 알로르섬의 데사 아푸이 마을에서 1991년에 포획된 다 자란 수컷 표본 한 점만이 알려져 있다. 현재 오스트레일리아 퍼스의 웨스턴오스트레일리아 박물관에 보관되어 있다. 표본은 해발 700m 지역에서 포획했다.